# Mula Sadra
Mula Sadra (persijski ملا صدرا), punim imenom Sadrudin Muhamed bin Ibrahim bin Jahja Kavami Širazi; Širaz, 1571/1572. – Basra, 1635/1636), iranski filozof i naučnik, najznačajniji predstavnik islamske filozofije nakon Avicene.

## Život
Sadrudin Muhamed ibn Ibrahim ibn Jahja rođen je u Širazu 1571. godine. Otac mu je bio savetnik safavidskog prestolonaslednika Muhameda Hodabandea, koji je u to vreme, u ime svog oca kralja Tahmaspa I, rukovodio širaskim područjem. Očev društveni položaj i njegovo poznanstvo sa kasnijim safavidskim vladarem, mladom Sadrudinu su omogućili pristup bogatim državnim bibliotekama. Ovu dragocenu priliku on je iskoristio na najbolji mogući način, te je svakodnevno, pored redovnog istraživanja u prostorijama biblioteke, prisustvovao programima seminara čiji su osnivači bili članovi porodice Daštaki. Blagovremeno, mladi Muhamed, je dobio zvanje „Mula Sadra“ koje je preuzeto iz njegovog imena Sadrudin.
Pošto je Kazvin u to doba proglašen za prestonicu safavidske dinastije, mladi Sadrudin se sa svojim ocem odselio u taj grad kako bi svoje studije usavršio prisustvujući predavanjima istaknutih mislilaca te epohe Mir Damada i šejha Bahaija. Mula Sadra sa svojih 25 godina, tj. 1596, važio je za jednog od glavnih učenika ove dve markantne ličnosti.
Po ustoličenju Abasa I, sina kralja Muhameda Hodabandea, prestonica ove islamske vladavine zvanično je premeštena u Isfahan. Zajedno sa državnim, finansijskim i političkim administrativnim ustanovama, naučne institucije su izmeštene iz Kazvina u Isfahan. Mula Sadra se 1597, ovaj put zajedno sa Mir Damadom i šejhom Bahaijem, doselio u Isfahan, gde je postepeno utemeljen novi period islamske misaonosti koji nazivamo epohom isfahanske škole. Godine koje je proveo u novoj safavidskoj prestonici Mula Sadri su pružile povoljnu priliku da podrobno upozna najnovija filozofska stanovišta koja su iznosili glavni predstavnici novonastale škole u tom gradu. Stoga, osnovne smernice transcendentne filozofije svoje korene vuku upravo iz ovog perioda života njenog osnivača.
Godine 1605/1606, ovaj slavni Islamski filozof odselio se u selo Kahak u blizini svetog grada Koma. Izdvojivši se iz centra ondašnje vlasti, pa i iz društva uopšte, on je pokušao da izgladi svoje srce i da ga pripremi za poimanje tananih istina koje nije mogao da pronađe na časovima i seminarima. Prefinjeni intuitivni trenuci koje je Mula Sadra doživeo u izdvojenim kucima u blizini Koma nesumnjivo su ostavili najznačajnije tragove na utemeljenje grandioznog misaonog sistema koji je on kasnije nazvao transcendentnom filozofijom.
U transcendentnoj filozofiji tajnovito se susreću briljantne veštine svetih učenja religije, intuitivnih gnostičkih otkrovenja, demonstrativnih zaključaka muslimanskih predstavnika peripatetičke i iluminativne filozofije i, najzad, istančanih rasprava islamske dogmatičke teologije.
Upotpunivši školu koju je utemeljio, nakon 25 godina boravka u Kahaku, tada već produhovljeni Mula Sadra vraća se 1629/1630. u rodni Širaz, u kojem provodi poslednje godine svog briljantnog života. U tom periodu, u školi Han – koju su po dekretu Kralja Abasa I sagradili Alahverdi-han i njegov sin Imam Koli-han – on je svoje znanje prenosio mlađoj generaciji islamskih mislilaca. Mula Sadra je ovde imao brojne studente koji su s velikim respektom kasnije ovekovečili njegov trud. Ovaj slavni islamski filozof preminuo je u 66. godini 1636. godine u Basri, dok je putovao ka Meki radi obavljanja godišnjeg hodočašća.

## Tri perioda u Mula Sadrinom životu
Osnovne prekretnice u Mula Sadrinom životu možemo podelti u tri različita perioda:
1. period obrazovanja;
2. period samopročišćenja i duhovno-gnostičkih iskustava i otkrovenja;
3. period konačnog utemeljenja transcendentne filozofije.

Svaki od ovih perioda je, manje više, vrlo značajno uticao na stvaranje novog misaonog poretka Mula Sadre Širazija.

## Mula Sadrini učenici
Sadrudin Širazi je u raznim fazama života podučio brojne učenike i studente koji su posle njega ostvarili značajne rezultate. Ipak, glavno razdoblje u tom procesu predstavlja treći period učiteljevog života, a to su poslednje godine njegovog boravka u Kahaku i doba aktivnog predavanja u školi Han u Širazu.
Iz redova uticajnih učenika Mula Sadre Širazija, istoričari pretežno izdvajaju njih deset. A među njima, najveće pohvale zbog mukotrpnog truda oko toga da nastave tradiciju koju je otpočeo slavni učitelj zaslužuju Mula Sadrini zetovi Fejz Kašani i Mula Abdurazak Lahidži. Naravno, ovde ne treba izostaviti ni Mula Huseina Tonekabonija, kao ni Mula Muhameda Agadžanija, komentatora Mir Damadovog najpoznatijeg dela al-Kabasat.
Dok pišemo o Mula Sadrinim učenicima, ne možemo se ograničiti samo na generaciju koja je bila neposredno povezana sa slavnim učiteljem. Ovaj filozof iz Širaza utemeljio je dragocenu tradiciju u okviru koje je odnegovan čitav niz međusobno povezanih filozofa i gnostika. Prema tome, svi islamski filozofi čiji radovi do danas odišu aromom transcendentne filozofije, u stvari, učenici su čuvenoga Mula Sadre Širazija.

## Mula Sadrina dela
Istoričari ističu da je Sadrudin Širazi ostavio za sobom oko 50 pisanih dela, kako kraćih poslanica i traktata, tako i obimnih knjiga i monografija. Najslavnije delo Sadrudina Širazija al-Hikma al-muta’alija predstavlja najobimniji prikaz njegove transcendentne filozofije. Ranije smo spomenuli da je ispisivanje ovog remek-dela naš slavni islamski filozof otpočeo već u Kahaku i da ga je dovršio u rodnom Širazu. Svoja epistemološka, ontološka, kosmološka, antropološka i eshatološka stanovišta u ovom delu, autor je prezentovao kroz ezoterično obrazlaganje četiri duhovno-racionalna proputovanja – od stvorenja do Istine, s Istinom kroz Istinu, s Istinom od Istine do stvorenja, i najzad s Istinom u stvorenjima. Uporedo s ispisivanjem prvog dela ove značajne knjige i neposredno posle okončanja drugog razdoblja svog naučnog života, Mula Sadra stvara i neka druga svoja dela, od kojih možemo izdvojiti knjige Šarh al-hidaja al-Asirijja [Komentar na Uputu Asirudina Abharija] i al-Mabda va al-Ma’ad [Početak i povratak]. Doktrine koje je ovaj čuveni filozof izneo u tim knjigama značajne su do te mere da se može utvrditi da Mula Sadra u ranijim razdobljima nije napisao izrazito važna dela.
U ovom periodu, Mula Sadra nije prestao da stvara novu literaturu koja je više i dublje utemeljila i ovekovečila transcendentnu filozofiju. Dragoceni komentari na Avicenin al-Ilahijjat, Suhravardijev Hikmat al-išrak [Iluminativna filozofija] i Kuleinijev Usul al-Kafi, kao i gnostičko-filozofsko delo u kome je tumačio određene kur’anske odeljke, a na osnovu kog je krajem života otpočeo toliko željeno ispisivanje komentara na muslimansku svetu knjigu Kur’an – predstavljaju samo jedan deo rezultata njegovog mukotrpnog naučnog truda. U međuvremenu, razni intelektualni izazovi bili su povod za to da on ispiše nekoliko sporadičnih traktata i poslanica od kojih treba izdvojiti at-Tankih [Pročišćenje] i at-Tasavur va at-tasdik [Pojam i sud]. Pišući o njegovim spisima, svakako ne treba izostaviti ni ona dela etičko-vaspitne prirode, poput čuvene persijske poslanice Se asl [Tri principa] u kojoj autor iznosi i svoju kratku naučnu biografiju. S tim u vezi, deo istoričara smatra da je Mafatih al-gajb [Ključevi skrivenosti] jedno od njegovih poslednjih dela u kojem nas ovaj širaski filozof maestralno uvodi u svoje najosnovnije doktrine.

## Povezano
- Iranska filozofija
- Islamska filozofija

## Spoljašnje veze
- Odnos između religije i etike u transcendentnoj filozofiji Mula sadre Širazija
- Epistemologija Mula Sadre Širazija
- Hajdeger i Mula Sadra - pojmovna evidentnost i suštinska nedokučivost bitka
- Gnostička hermeneutika u islamu s posebnim osvrtom na transcendentnu filozofiju Mula Sadre Širazija
- Čovek i društvo kod Mula Sadre Širazija
- Poreklo materije u Mula Sadrinoj filozofiji
- (језик: енглески) An Analysis of the Proofs for the Principality of the Creation of Existence in the Transcendent Philosophy of Mulla Sadra
- (језик: енглески) Religious Language in the Transcendent Philosophy of Mulla Sadra
- Poreklo duše u Mula Sadrinoj filozofiji
- (језик: енглески) The Relation of Religion and Reason in the Transcendent Wisdom - A Look at the Necessity of Philosophical Investigation in the View of Mulla Sadra

## Literatura
- Halilović, T., Halilović, S. i Halilović, M. (2014), Kratka istorija islamske filozofije, Beograd, Centar za religijske nauke „Kom”, str. 196–206.
- Halilović, Seid (2016), Sveto i savremeno: ogledi o političkoj filozofiji i reformističkoj misli u islamu, Beograd, Centar za religijske nauke „Kom”, str. 21–27.
- Halilović, Tehran (2016), Svetovi u nama, svetovi iznad nas, Beograd, Centar za religijske nauke „Kom”.
- Halilović, Muamer (2016), Moć društva: islam, folozofija, ciivilizacija, Beograd, Centar za religijske nauke „Kom”.